# Ardisia pseudocuspidata
Ardisia pseudocuspidata là một loài thực vật có hoa trong họ Anh thảo. Loài này được Pipoly & Ricketson mô tả khoa học đầu tiên năm 2005.